# Cyrtodactylus tibetanus
Cyrtodactylus tibetanus es una especie de gecos de la familia Gekkonidae.

## Distribución geográfica yhábitat
Es endémica de los montanos del sudeste del Tíbet. Su rango altitudinal oscila alrededor de 3810 m s. n. m..